# Pikis järnvägsstation
Pikis järnvägsstation (finska: Piikkiön rautatieasema) är en järnvägsstation på Kustbanan Åbo–Helsingfors i staden Pikis i Egentliga Finland. Stationsbyggnaden byggdes 1898–1899 efter ritningar av den finländske arkitekten Bruno F. Granholm.